# Liste des sections révolutionnaires de Paris
Les sections révolutionnaires étaient 48 subdivisions de la ville de Paris durant la Révolution française, du 21 mai 1790 au 19 vendémiaire an IV (11 octobre 1795). Elles ont parfois porté plusieurs noms, les changements ayant eu lieu essentiellement au début de la République, en période de déchristianisation et de suppression des symboles monarchiques. Au Directoire, ces sections ont été regroupées par quatre pour former les douze arrondissements ; malgré leur suppression, leurs limites ont néanmoins été conservées pour former les nouvelles « divisions » puis ont déterminé la création des « quartiers », officialisée par arrêté préfectoral du 10 mai 1811.

## Liste des sections révolutionnaires de Paris

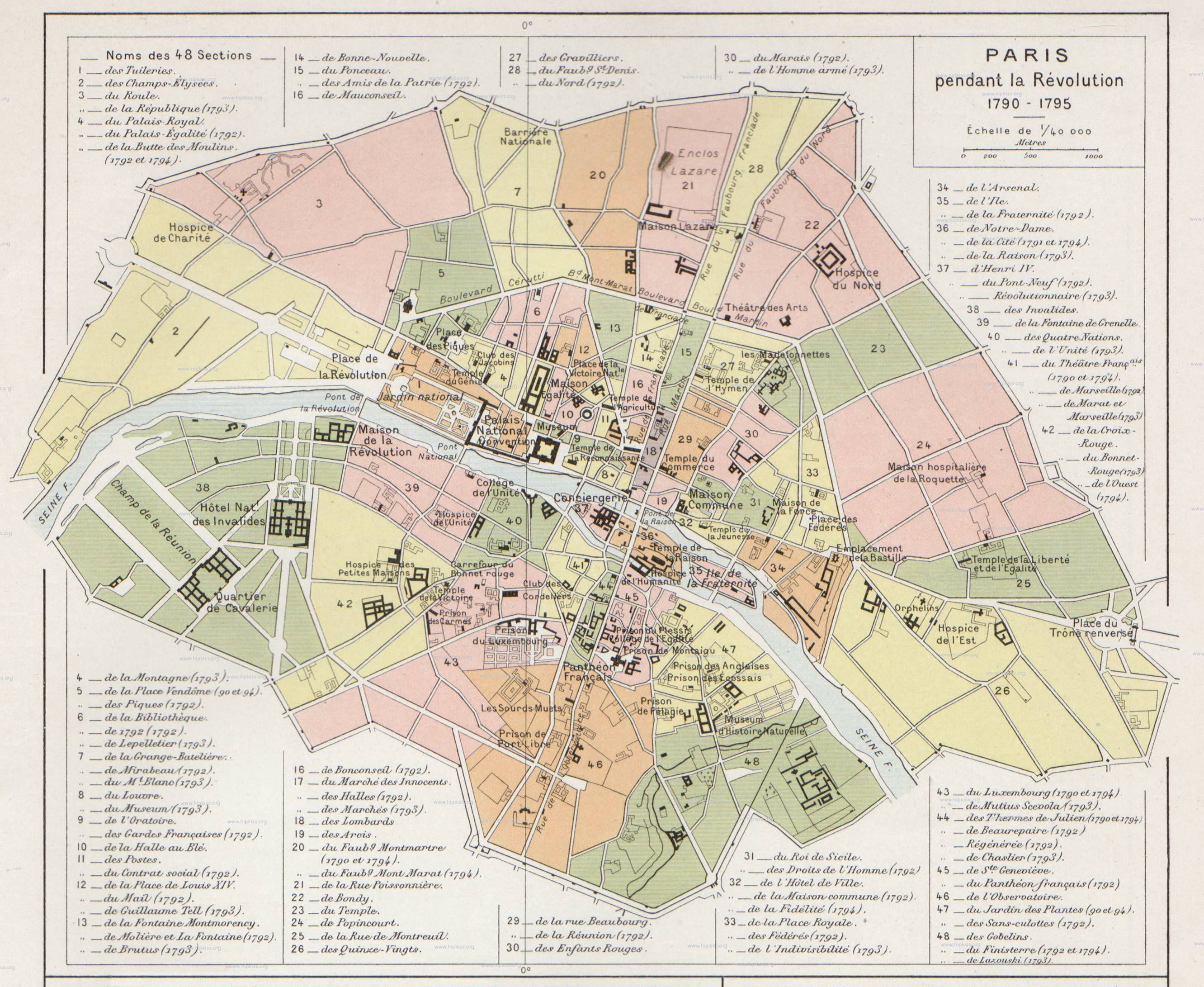
Carte des sections de Paris, dans un atlas de Paul Vidal de La Blache en 1912.

Certaines sections ayant changé de nom entre 1790 et 1795, il en est fait mention. La correspondance avec les subdivisions qui ont succédé aux sections est indiquée dans le tableau. Le classement initial est réalisé par rapport à la liste publiée par décret du 22 juin 1790.
| No | Nom d'origine (1790)               | Autres noms                      | Autres noms | Découpage de 1795     | Découpage de 1795 | Quartier (1811)         |
| No | Nom d'origine (1790)               | Nom                              | Date        | Division              | Arr.              | Quartier (1811)         |
| -- | ---------------------------------- | -------------------------------- | ----------- | --------------------- | ----------------- | ----------------------- |
| 1  | Section des Tuileries              | ---                              | ---         | Tuileries             | 1er               | Tuileries               |
| 2  | Section des Champs-Élysées         | ---                              | ---         | Champs-Élysées        | 1er               | Champs-Élysées          |
| 3  | Section du Roule                   | Section de la République         | oct. 1792   | Roule                 | 1er               | Roule                   |
| 4  | Section du Palais-Royal            | Section du Palais-Égalité        |             | Butte des Moulins     | 2e                | Palais-Royal            |
| 4  | Section du Palais-Royal            | Section de la Butte-des-Moulins  | août 1792   | Butte des Moulins     | 2e                | Palais-Royal            |
| 4  | Section du Palais-Royal            | Section de la Montagne           | juill. 1794 | Butte des Moulins     | 2e                | Palais-Royal            |
| 5  | Section de la Place Vendôme        | Section des Piques               |             | Place Vendôme         | 1er               | Place-Vendôme           |
| 6  | Section de la Bibliothèque         | Section Quatre-Vingt-Douze       | sept. 1792  | Lepeletier            | 2e                | Feydeau                 |
| 6  | Section de la Bibliothèque         | Section Lepeletier               | oct. 1793   | Lepeletier            | 2e                | Feydeau                 |
| 7  | Section de la Grange-Batelière     | Section de Mirabeau              | août 1792   | Mont-Blanc            | 2e                | Chaussée-d'Antin        |
| 7  | Section de la Grange-Batelière     | Section du Mont-Blanc            | déc. 1792   | Mont-Blanc            | 2e                | Chaussée-d'Antin        |
| 8  | Section du Louvre                  | Section du Muséum                | mai 1792    | Louvre                | 4e                | Louvre                  |
| 9  | Section de l'Oratoire              | Section des Gardes-Françaises    | mai 1792    | Gardes-Françaises     | 4e                | Saint-Honoré            |
| 10 | Section de la Halle-aux-Blés       | ---                              | ---         | Halle-au-Blé          | 4e                | Banque                  |
| 11 | Section des Postes                 | Section du Contrat-Social        | août 1792   | Contrat-Social        | 3e                | Saint-Eustache          |
| 12 | Section de la Place Louis XIV      | Section du Mail                  | déc. 1792   | Mail                  | 3e                | Mail                    |
| 12 | Section de la Place Louis XIV      | Section Guillaume-Tell           | déc. 1793   | Mail                  | 3e                | Mail                    |
| 13 | Section de la Fontaine-Montmorency | Section Molière et Lafontaine    | oct. 1792   | Brutus                | 3e                | Montmartre              |
| 13 | Section de la Fontaine-Montmorency | Section de Brutus                | sept. 1793  | Brutus                | 3e                | Montmartre              |
| 14 | Section Bonne-Nouvelle             | ---                              | ---         | Bonne-Nouvelle        | 5e                | Bonne-Nouvelle          |
| 15 | Section du Ponceau                 | Section des Amis-de-la-Patrie    | sept. 1792  | Amis-de-la-Patrie     | 6e                | Porte-Saint-Denis       |
| 16 | Section de Mauconseil              | Section de Bon-Conseil           | août 1792   | Bon-Conseil           | 5e                | Montorgueil             |
| 17 | Section du Marché-des-Innocents    | Section des Halles               | oct. 1792   | Marchés               | 4e                | Marchés                 |
| 17 | Section du Marché-des-Innocents    | Section des Marchés              | mai 1793    | Marchés               | 4e                | Marchés                 |
| 18 | Section des Lombards               | ---                              | ---         | Lombards              | 6e                | Lombards                |
| 19 | Section des Arcis                  | ---                              | ---         | Arcis                 | 7e                | Arcis                   |
| 20 | Section du Faubourg-Montmartre     | Section du Faubourg-Mont-Marat   |             | Faubourg-Montmartre   | 2e                | Faubourg-Montmartre     |
| 21 | Section de la rue Poissonnière     | Section du Faubourg-Poissonnière |             | Faubourg-Poissonnière | 3e                | Faubourg-Poissonnière   |
| 22 | Section de Bondy                   | ---                              | ---         | Bondy                 | 5e                | Porte-Saint-Martin      |
| 23 | Section du Temple                  | ---                              | ---         | Temple                | 6e                | Temple                  |
| 24 | Section de Popincourt              | ---                              | ---         | Popincourt            | 8e                | Popincourt              |
| 25 | Section de la rue de Montreuil     | Section de Montreuil             |             | Montreuil             | 8e                | Faubourg-Saint-Antoine  |
| 26 | Section des Quinze-Vingts          | ---                              | ---         | Quinze-Vingts         | 8e                | Quinze-Vingts           |
| 27 | Section des Gravilliers            | ---                              | ---         | Gravilliers           | 6e                | Saint-Martin-des-Champs |
| 28 | Section du Faubourg-Saint-Denis    | Section du Faubourg-du-Nord      | janv. 1793  | Faubourg-du-Nord      | 5e                | Faubourg-Saint-Denis    |
| 29 | Section de Beaubourg               | Section de la Réunion            | sept. 1792  | Réunion               | 7e                | Sainte-Avoye            |
| 30 | Section des Enfants-Rouges         | Section du Marais                | sept. 1792  | L'Homme-Armé          | 7e                | Mont-de-Piété           |
| 30 | Section des Enfants-Rouges         | Section de l'Homme-Armé          | juin 1795   | L'Homme-Armé          | 7e                | Mont-de-Piété           |
| 31 | Section du Roi-de-Sicile           | Section des Droits-de-l'Homme    |             | Droits-de-l'Homme     | 7e                | Marché-Saint-Jean       |
| 32 | Section de l'Hôtel-de-Ville        | Section de la Maison-Commune     | août 1792   | Fidélité              | 9e                | Hôtel-de-Ville          |
| 32 | Section de l'Hôtel-de-Ville        | Section de la Fidélité           | juill. 1794 | Fidélité              | 9e                | Hôtel-de-Ville          |
| 33 | Section de la Place-Royale         | section des Fédérés              | août 1792   | Indivisibilité        | 8e                | Marais                  |
| 33 | Section de la Place-Royale         | Section de l'Indivisibilité      | juill. 1793 | Indivisibilité        | 8e                | Marais                  |
| 34 | Section de l'Arsenal               | ---                              | ---         | Arsenal               | 9e                | Arsenal                 |
| 35 | Section de l'Île-Saint-Louis       | Section de la Fraternité         | sept. 1792  | Fraternité            | 9e                | Île-Saint-Louis         |
| 36 | Section de Notre-Dame              | Section de la Cité               | août 1792   | Cité                  | 9e                | Cité                    |
| 37 | Section Henri IV                   | Section du Pont-Neuf             | août 1792   | Pont-Neuf             | 11e               | Palais-de-Justice       |
| 37 | Section Henri IV                   | Section Révolutionnaire          | sept. 1793  | Pont-Neuf             | 11e               | Palais-de-Justice       |
| 37 | Section Henri IV                   | Section du Pont-Neuf             | déc. 1794   | Pont-Neuf             | 11e               | Palais-de-Justice       |
| 38 | Section des Invalides              | ---                              | ---         | Invalides             | 10e               | Invalides               |
| 39 | Section de la Fontaine-de-Grenelle | ---                              | ---         | Fontaine-de-Grenelle  | 10e               | Faubourg-Saint-Germain  |
| 40 | Section des Quatre-Nations         | Section de l'Unité               | avr. 1793   | Unité                 | 10e               | Monnaie                 |
| 41 | Section du Théâtre-Français        | Section de Marseille             | août 1792   | Théâtre-Français      | 11e               | École-de-Médecine       |
| 41 | Section du Théâtre-Français        | Section de Marseille et Marat    | août 1793   | Théâtre-Français      | 11e               | École-de-Médecine       |
| 41 | Section du Théâtre-Français        | Section de Marat                 | fév. 1794   | Théâtre-Français      | 11e               | École-de-Médecine       |
| 41 | Section du Théâtre-Français        | Section du Théâtre-Français      | fév. 1795   | Théâtre-Français      | 11e               | École-de-Médecine       |
| 42 | Section de la Croix-Rouge          | Section du Bonnet-Rouge          | oct. 1793   | Ouest                 | 10e               | Saint-Thomas-d'Aquin    |
| 42 | Section de la Croix-Rouge          | Section de l'Ouest               | mai 1794    | Ouest                 | 10e               | Saint-Thomas-d'Aquin    |
| 43 | Section du Luxembourg              | Section Mutius-Scaevola          | oct. 1793   | Luxembourg            | 11e               | Luxembourg              |
| 43 | Section du Luxembourg              | Section du Luxembourg            | mai 1795    | Luxembourg            | 11e               | Luxembourg              |
| 44 | Section des Thermes-de-Julien      | Section de Beaurepaire           | sept. 1792  | Thermes-de-Julien     | 11e               | Sorbonne                |
| 44 | Section des Thermes-de-Julien      | Section de Chalier               | fév. 1794   | Thermes-de-Julien     | 11e               | Sorbonne                |
| 44 | Section des Thermes-de-Julien      | Section des Thermes-de-Julien    | fév. 1795   | Thermes-de-Julien     | 11e               | Sorbonne                |
| 45 | Section de Sainte-Geneviève        | Section du Panthéon-Français     | août 1792   | Sainte-Geneviève      | 12e               | Saint-Jacques           |
| 46 | Section de l'Observatoire          | ---                              | ---         | Observatoire          | 12e               | Observatoire            |
| 47 | Section du Jardin-des-Plantes      | Section des Sans-Culottes        | août 1792   | Jardin des Plantes    | 12e               | Jardin-du-Roi           |
| 47 | Section du Jardin-des-Plantes      | Section du Jardin-des-Plantes    | juill. 1794 | Jardin des Plantes    | 12e               | Jardin-du-Roi           |
| 48 | Section des Gobelins               | Section du Finistère             | août 1792   | Finistère             | 12e               | Saint-Marcel            |